# Amyema
Amyema, biljni rod iz porodice ljepkovki smješten u podtribus Amyeminae, dio tribusa Lorantheae. Postoji 93 vrste poluparazitskih grmova raširenih od Tajlanda i Sumatre, na istok do zapadnog Pacifika, i na jug do Australije

## Vrste
1. Amyema acuta (Tiegh.) Danser
2. Amyema apoensis (Elmer) Barlow
3. Amyema artensis (Montrouz.) Danser
4. Amyema arthrocaulis Barlow
5. Amyema beccarii (Tiegh.) Danser
6. Amyema benguetensis (Merr.) Danser
7. Amyema benthamii (Blakely) Danser
8. Amyema bifurcata (Benth.) Tiegh.
9. Amyema biniflora Barlow
10. Amyema brassii Barlow
11. Amyema cambagei (Blakely) Danser
12. Amyema canaliculata Barlow
13. Amyema caudiciflora (Lauterb.) Danser
14. Amyema cauliflora (Merr.) Barlow
15. Amyema celebica (Tiegh.) Danser
16. Amyema cercidioides (K.Krause) Danser
17. Amyema congener (Sieber ex Schult. & Schult.f.) Tiegh.
18. Amyema conspicua (Blakely) Danser
19. Amyema corniculata Danser
20. Amyema cuernosensis (Elmer) Barlow
21. Amyema curranii (Merr.) Danser
22. Amyema dilatipes Barlow
23. Amyema dolichopoda Barlow
24. Amyema eburna (Barlow) Barlow
25. Amyema edanoi (Merr.) Barlow
26. Amyema enneantha Barlow
27. Amyema fasciculata (Blume) Danser
28. Amyema finisterrae (Warb.) Danser
29. Amyema fitzgeraldii (Blakely) Danser
30. Amyema friesiana (K.Schum.) Danser
31. Amyema gaudichaudii (DC.) Tiegh.
32. Amyema gibberula (Tate) Danser
33. Amyema glabra (Domin) Danser
34. Amyema gravis Danser
35. Amyema haematodes (O.Schwarz) Danser
36. Amyema haenkeana (C.Presl ex Schult.f.) Danser
37. Amyema halconensis (Merr.) Danser
38. Amyema hastifolia (Ridl.) Danser
39. Amyema herbertiana Barlow
40. Amyema hexameres (Danser) Barlow
41. Amyema hexantha (Merr.) Barlow
42. Amyema hilliana (Blakely) Danser
43. Amyema incarnatiflora (Elmer) Danser
44. Amyema irrubescens Barlow
45. Amyema kebarensis Barlow
46. Amyema linophylla (Fenzl) Tiegh.
47. Amyema lisae Pelser & Barcelona
48. Amyema longipes (Danser) Barlow
49. Amyema lucasii (Blakely) Danser
50. Amyema luzonensis (C.Presl) Danser
51. Amyema mackayensis (Blakely) Danser
52. Amyema maidenii (Blakely) Barlow
53. Amyema melaleucae (Lehm. ex Miq.) Tiegh.
54. Amyema microphylla Barlow
55. Amyema miquelii (Lehm. ex Miq.) Tiegh.
56. Amyema miraculosa (Miq.) Tiegh.
57. Amyema nestor (S.Moore) Danser
58. Amyema nickrentii Barcelona & Pelser
59. Amyema novaebrittaniae (Lauterb.) Danser
60. Amyema pachypus (Burkill) Danser
61. Amyema pendula (Sieber ex Spreng.) Tiegh.
62. Amyema plicatula (K.Krause) Danser
63. Amyema polillensis (C.B.Rob.) Danser
64. Amyema polytrias Danser
65. Amyema preissii (Miq.) Tiegh.
66. Amyema pyriformis Barlow
67. Amyema quandang (Lindl.) Tiegh.
68. Amyema quaternifolia Barlow
69. Amyema queenslandica (Blakely) Danser
70. Amyema rhytidoderma Barlow
71. Amyema rigidiflora (K.Krause) Danser
72. Amyema sanguinea (F.Muell.) Danser
73. Amyema scandens (Tiegh.) Danser
74. Amyema scheffleroides Barlow
75. Amyema seemeniana (K.Krause) Danser
76. Amyema seriata (Merr.) Barlow
77. Amyema squarrosa (K.Krause) Danser
78. Amyema strongylophylla (Lauterb.) Danser
79. Amyema subcapitata Barlow
80. Amyema tetraflora (Barlow) Barlow
81. Amyema tetrapetala (Danser) Barlow
82. Amyema thalassia Barlow
83. Amyema triantha (Korth.) Tiegh.
84. Amyema tridactyla Barlow
85. Amyema tristis (Zoll. & Moritzi) Tiegh.
86. Amyema umbellata Danser
87. Amyema urdanetensis (Elmer) Danser
88. Amyema vernicosa Barlow
89. Amyema verticillata (Merr.) Danser
90. Amyema villiflora (Domin) Barlow
91. Amyema wenzelii (Merr.) Danser
92. Amyema whitei (Blakely) Danser
93. Amyema wichmannii (K.Krause) Danser

## Sinonimi
- Candollina Tiegh.
- Cleistoloranthus Merr.
- Dicymanthes Danser
- Neophylum Tiegh.
- Pilostigma Tiegh.
- Rhizanthemum Tiegh.
- Rhizomonanthes Danser
- Stemmatophyllum Tiegh.
- Ungula Barlow
- Xylochlamys Domin